# Xian de Huichang
Le xian de Huichang (会昌县 ; pinyin : Huìchāng Xiàn) est un district administratif de la province du Jiangxi en Chine. Il est placé sous la juridiction de la ville-préfecture de Ganzhou.

## Démographie
La population du district était de 408 523 habitants en 1999.